# Someș-Guruslău, Sălaj
Someș-Guruslău este un sat în comuna Năpradea din județul Sălaj, Transilvania, România.

## Obiective turistice
- Rezervația naturală Pietrele Moșu și Baba (0,2 ha).
- „Muzeul satului de altădată” realizat de meșterul popular Mărioara Jurcău, situat în clădirea căminului cultural.